# La Valla-sur-Rochefort
La Valla-sur-Rochefort ist eine französische Gemeinde mit 103 Einwohnern (Stand: 1. Januar 2022) im Département Loire in der Region Auvergne-Rhône-Alpes. Sie gehört zum Arrondissement Montbrison und zum Kanton Boën-sur-Lignon. Sie grenzt im Westen und im Norden an La Côte-en-Couzan, im Osten an La Côte - Saint-Didier, im Südosten an Saint-Just-en-Bas und im Südwesten an Chalmazel-Jeansagnière. Der auf 1060 m. ü. M. gelegene Pass Col de Croix Ladret verbindet La Valla-sur-Rochefort mit Chalmazel.
Die Bewohner werden Vallasas und Vallattes genannt.

## Weblinks

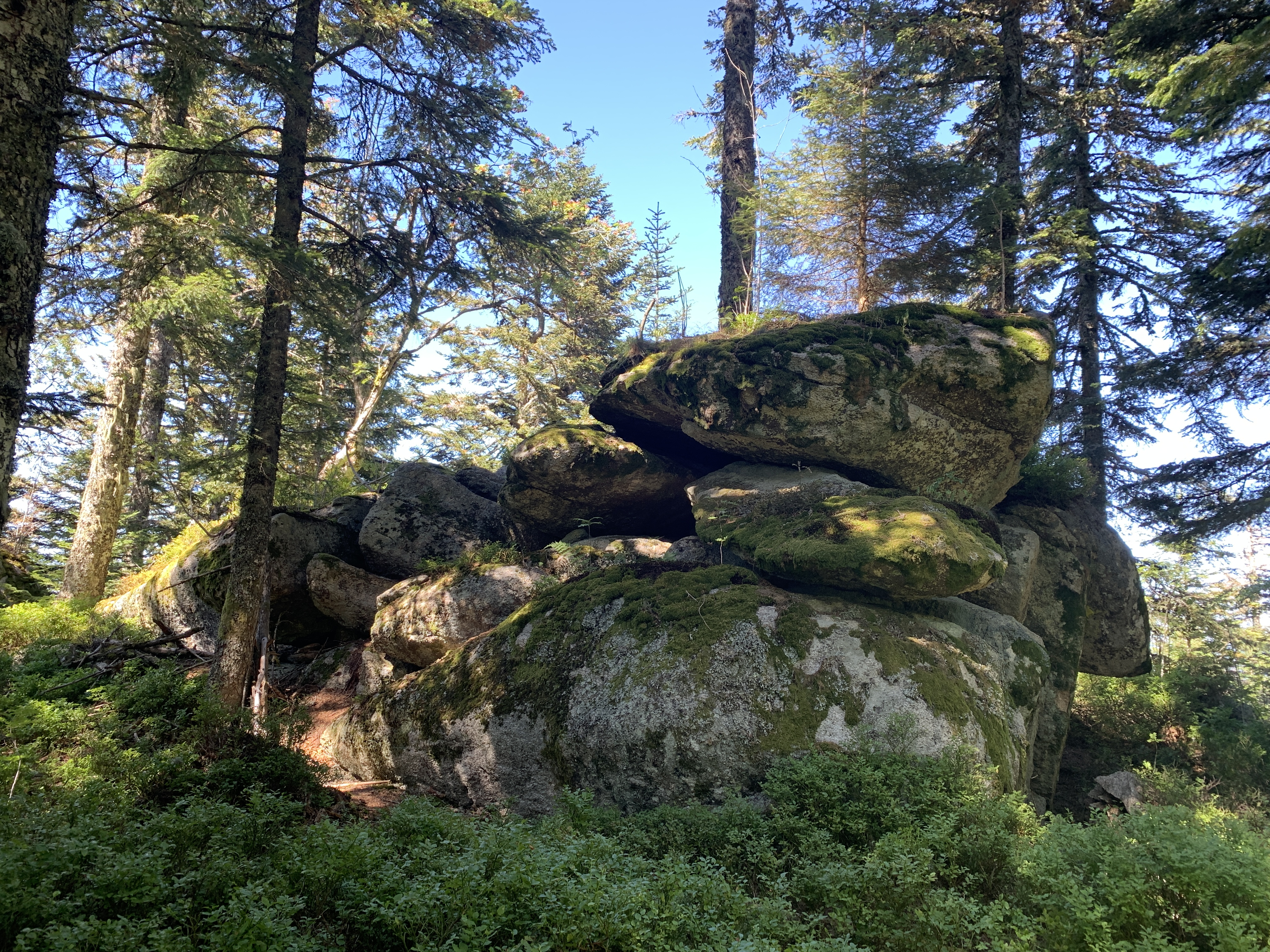
Felsengruppe Rocher du Che Gronlé

## Bevölkerungsentwicklung
| Jahr                       | 1962 | 1968 | 1975 | 1982 | 1990 | 1999 | 2008 | 2017 |
| -------------------------- | ---- | ---- | ---- | ---- | ---- | ---- | ---- | ---- |
| Einwohner                  | 203  | 191  | 171  | 138  | 150  | 121  | 133  | 104  |
| Quellen: Cassini und INSEE |      |      |      |      |      |      |      |      |

## Sehenswürdigkeiten
- Kirche La Nativité de Notre-Dame